# R. c. Nette
R. c. Nette est un arrêt de principe de la Cour suprême du Canada rendu en 2001 concernant le lien de causalité en droit pénal canadien. 

## Les faits
Une veuve de 95 ans a été victime d'un vol et a été abandonnée dans son lit alors qu'elle était ligotée par un fil électrique . Sur une période de 48 heures, elle est morte étouffée. Au cours d'une opération secrète de la Gendarmerie royale du Canada, un suspect, Daniel Nette, avait avoué à un agent infiltré qu'il avait volé et tué la veuve. Nette a été arrêté et accusé de meurtre au premier degré en vertu de l'art. 231(5) du Code criminel.
Au moment du procès, l'arrêt principal en matière de lien de causalité était l'arrêt Smithers c. R., qui exigeait la preuve que l'acte criminel avait « contribué à la mort de façon plus que mineure ».
Dans son pourvoi devant la Cour suprême, Nette a soutenu que le juge du procès avait commis une erreur dans ses directives au jury sur la norme de causalité applicable au meurtre au deuxième degré. La question devant la Cour suprême était de savoir si la norme de causalité devrait être le critère de contribution à la mort de façon plus que mineure de l'arrêt Smithers, ou s'il fallait plutôt appliquer critère de « cause contributive substantielle et essentielle  du décès » de l'arrêt R. c. Harbottle.

## Jugement de la Cour suprême
La Cour a confirmé le critère de causalité formulé dans l'arrêt Smithers c. R. pour une infraction criminelle d'homicide involontaire coupable ou de meurtre, mais a jugé que le critère de causalité pour le meurtre au second degré n'a pas à être décrit comme celui de la cause ayant « contribué à la mort de façon plus que mineure ».
Au lieu de cela, il serait préférable d'utiliser une formule affirmative tels que « cause ayant contribué de façon appréciable ». Dans le cas d'un meurtre au premier degré en vertu de l'article 231(5) du Code criminel (l'infraction de domination), un jury doit en outre également considérer la norme de la « cause substantielle » de l'arrêt R c. Harbottle «, mais seulement après avoir conclu que l'accusé est coupable de meurtre.
La juge Louise Arbour, écrivant au nom de la majorité des juges, a affirmé que le critère de causalité de Smithers s'applique à toutes les formes d'homicide. Cependant, le critère de la cause ayant contribué à la mort de façon plus que mineure, qui exigeait une cause qui n'est pas négligeable ou qui n'est pas insignifiante, n'est pas utile et devrait plutôt être formulé de manière affirmative comme étant la « cause ayant contribué de façon appréciable ». Elle a ajouté que puisque la causalité repose en grande partie sur les faits, le juge devrait avoir le pouvoir discrétionnaire de choisir la terminologie pertinente eu égard aux circonstances de l’affaire, en donnant l'exemple de l'affaire Harbottle, où compte tenu du degré élevé de culpabilité morale et de la stigmatisation entourant l'infraction de meurtre au premier degré, le critère a été énoncé comme état celui de la « cause substantielle ».

## Opinion concordante
La juge Claire L'Heureux-Dubé, dans une opinion concordante, n'était pas d'accord avec la reformulation du critère de causalité par la juge Arbour. Elle a fait valoir qu'il existe une distinction entre une « cause ayant contribué à la mort qui n'est pas négligeable ou insignifiante » et une « cause ayant contribué de façon appréciable à la mort ». Quand le critère est formulé de façon affirmative, il correspond à une norme plus élevée qui nécessite un lien de causalité plus direct, donc ce changement de terminologie a pour effet de hausser le critère de causalité applicable.